# Lorenzo Mascheroni
Lorenzo Mascheroni (n. 13 mai 1750, Bergamo, Republica Veneția – d. 14 iulie 1800, Paris, Prima Republică Franceză) a fost un matematician italian.
În Geometria del Compasso (Pavia, 1797), a demonstrat că orice construcție geometrică care poate fi realizată cu rigla și compasul se poate face și numai cu compasul. Cu toate acestea, acestă afirmație (cunoscută în prezent ca teorema Mohr-Mascheroni⁠(d)) îi aparține danezului Georg Mohr⁠(d), care a publicat-o anterior în 1672 într-o carte obscură, Euclides Danicus⁠(d).